# Söderköping (fartyg)
Söderköping var ett fartyg levererat 1897 från Kristinehamns Mekaniska Verkstad i Kristinehamn till Ångbåts AB Söderköping i Söderköping. Varvsnumret var 35. Skrovet var av järn.
| Fartygsdata | Vid leverans från varv | Vid skrotning |
| ----------- | ---------------------- | ------------- |
| Längd öa    | 21,48 meter            |               |
| Bredd       | 4,42 meter             |               |
| Djupgående  | 1,83 meter             |               |
| Brt/Nrt     | 65/43 ton              | 47/21 ton     |

Fartyget var utrustat med en ångmaskin om 65 hästkrafter. Den gav fartyget en fart av 10 knop. Passagerarkapaciten var 75 passagerare.

## Historik
- 1897	Fartyget levererades till Söderköpings Ångbåts AB. Det sattes i trafik på Göta kanal  och på traden Söderköping-Gryt.
- 1918	Fartyget byggdes om i Klevbrinkens docka. Överbyggnaden byggdes om, generator  för elektrisk belysning installerades. Nytt tonnage blev 71 bruttoton.
- 1928	Februari. Fartyget köptes av Ångfartygs AB Söderköping-Skärgården i Söderköping.
- 1929	Fartyget var upplagt för försäljning.
- 1930	Mars. Fartyget köptes av Fredrikstad-Hvaler Dampskibs A/S i Fredrikstad i Norge för 15 000 kr. Det byggdes om vid Glommens Mekaniske Verksted i Fredrikstad för  11 195 norska kronor. Nytt tonnage blev 67 bruttoton och 24 nrt. Fartyget döptes om till  	Skjærhalden.
- 1930	19 juni. Fartyget sattes i på traden Fredrikstad-Hvaler. Det hade nu certifikat för 132 passagerare.
- 1935	3 september. Fartyget kolliderade med Kong Ring. Rederiet erhöll 600 norska kronor som ersättning för skador på fartyget.
- 1942	25 september. Fartyget beslagtogs av den tyska ockupationsmakten för att användas som transportfartyg från Oscarsborgs fästning till Oslo och Drøbak.
- 1943	Skrovet underkändes vid besiktning. Omkring 15 skrovplåtar måste bytas ut innan  nytt passagerarcertifikat skulle kunna utfärdas. Tyska ockupationsmakten fortsatte  använda fartyget utan certifikat.
- 1944	17 mars. Fartyget återlämnades till rederiet. Det lades upp.
- 1945	8 januari. Fartyget köptes av Ole Johannesen i Fredrikstad för 10 000 norska kronor.
- 1945	20 mars. Fartyget döptes om till Jojo och trafikerade Oslo hamn. Det hade byggts om  till fraktfartyg för oljefat och motoriserats. Nytt tonnage blev 48 bruttoton och 21 nrt.
- 1946	Fartyget såldes till Einar Jacobsen i Oslo.
- 1947	Fartyget såldes till Norsk Tankanlæg A/S i Oslo. Det stationerades i Fagerstrand.
- 1956	Fartyget döptes om till BP 2.
- 1966	Fartyget köptes av Sverre Brendø i Florø.
- 1969	Fartyget döptes om till Gjeitholm. Det byggdes om. Nytt tonnage blev 47 brt och  21 nrt.
- 1973	Fartyget köptes av Ingvald Emil Sæle i Blomvågen. Det registrerades i Bergen.  Fartyget tros ha blivit kondemnerat under 1980-talet.
- 1992	18 maj. Fartyget avregistrerades ur det norska fartygsregistret.